# .dj
.dj is het achtervoegsel van domeinen van websites uit Djibouti. Het achtervoegsel wordt echter voornamelijk in de muziekwereld gebruikt door dj's.